# Estadio La Condomina
El Estadio La Condomina, conocido actualmente como Estadio BeSoccer La Condomina por motivos de patrocinio, es el nombre de un estadio de fútbol de Murcia (España).
Tiene capacidad para 6014 espectadores, y fue inaugurado el 25 de diciembre de 1924. Cuenta con dos vestuarios para jugadores, vestuarios para árbitros y sala de prensa. En él, además de encuentros deportivos, se han celebrado conciertos, galas, espectáculos y todo un sinfín de eventos para los cuales el Estadio resultaba idóneo debido a su ubicación y a su fácil acceso. Antigua sede de los equipos de fútbol del Real Murcia y Ciudad de Murcia. Actualmente sede del UCAM Murcia.

## Equipos anfitriones

### Real Murcia
Ha sido el Estadio en el cual ha jugado el Real Murcia desde 1924 hasta la Temporada 2006/07, en la cual se trasladó a las nuevas instalaciones del Estadio Nueva Condomina, en la zona norte de Murcia.
El último partido oficial que disputó tuvo lugar el 11 de noviembre de 2006 contra el Polideportivo Ejido.

### Ciudad de Murcia
El Ciudad de Murcia, fundado en 1999 y que llegó a jugar en Segunda División, compartió el Estadio con el Real Murcia desde su ascenso a Segunda División B y hasta el traslado de este a Nueva Condomina. El club fue vendido y traspasado a Granada como Granada 74, quedando la localía del Estadio vacante.

### UCAM Murcia
El UCAM Murcia llegó a un acuerdo con el Ayuntamiento de Murcia para disputar sus partidos en el Estadio La Condomina. Con el ascenso a Segunda División logrado por el UCAM Murcia en 2016, el club dirigido por Mendoza se vio obligado a acometer un proyecto de remodelación parcial para cumplir los requisitos exigidos por la LFP que le permitiesen disputar dicha competición.

### Selecciones
El primer partido internacional que albergó fue el que disputaron el 25 de febrero de 1964 las Selecciones Nacionales Juveniles de España e Inglaterra, valedero para el Campeonato de Europa, y que vencieron los ingleses por 1 a 2.
La Selección Femenina de España jugó ante Israel, clasificándose para el Mundial de 2019. También lo hicieron las de Sudáfrica y Ecuador en un partido amistoso disputado el 17 de abril de 2002, presenciado por muchos de los 35.000 ecuatorianos que había entonces regularizados en la Región de Murcia.
Fue también el Estadio en el que jugó su primer partido la Selección de la Región de Murcia. Tuvo lugar el 28 de diciembre de 2005. La Región de Murcia empató a 1 contra Lituania.

## Historia

### Inauguración
En 1924, el Real Murcia, que jugaba en el Estadio de La Torre de La Marquesa, se vio obligado a construir un nuevo Estadio cuando esos terrenos fueron expropiados para construir la Cárcel Provincial y la Estación Ferroviaria de Zaraiche.
El Estadio de La Condomina, llamado así porque estaba situado en el paraje conocido como Pago de La Condomina, se construyó en un corto periodo de tiempo con las características que el club deseaba. Situado en el centro, con mayor capacidad que La Torre de La Marquesa y con graderío por todo su perímetro, destacando la zona de tribuna.
Sus dimensiones, 108 metros de longitud por 68 metros de anchura, le convirtieron en el terreno de juego más grande de todos los que había en esa época en España. Se inauguró el 25 de diciembre de 1924 con un partido que el Real Murcia jugó contra el Fútbol Club Martinenc de Barcelona. La alineación del conjunto grana estuvo compuesta por Francisco Juseph, Jesús Pagán, Pardo, Montoro, Larger, Marcos, Ricardían, Magdaleno Ariño, Tom Thompson, Tomás Castro y Sebastián Servet. El Real Murcia ganó 3 a 1 y Magdaleno Ariño se convirtió en el autor del primer gol en la Historia del Estadio.

### Remodelaciones
Inicialmente de tierra, se cubrió de césped en el Invierno de 1925 por iniciativa del directivo Rafael Martínez, a quien también se debió la construcción de las casetas de vestuarios.
Durante la Guerra Civil, Murcia quedó en Zona Republicana y el Estadio fue utilizado, en un principio, como lugar de instrucción de soldados y voluntarios y, posteriormente, como depósito y lugar de reparación de camiones, tanques y otros elementos motorizados. Al final de la contienda, el Estadio se encontraba muy deteriorado y, aprovechando que debía ser restaurado, se aumentaron las gradas situadas tras las porterías y la grada lateral en algunos escalones.
En 1961 se instalaron cuatro torres eléctricas, una en cada esquina del Estadio. La iluminación se inauguró en un partido amistoso disputado el 30 de agosto contra el Real Mallorca, que ganó el Real Murcia por 2 a 1 y fue denominado por la Prensa como el partido de la luz. Por entonces, la capacidad máxima de La Condomina era de unos 25.000 espectadores, que son los que se calcula que acudieron el 21 de abril de 1963 al partido que supuso el ascenso a Primera División del club grana.
El 15 de octubre de 1978 se inauguró una nueva grada de preferencia, sustituyendo a la anterior, que había sido declarada en ruina. La techumbre de esta grada, única zona cubierta de todo el Estadio, se estrenó al comenzar la Temporada 1980/81.
Con el ascenso a Primera División logrado por el Real Murcia en 2003, el club dirigido por Jesús Samper acometió una remodelación del Estadio para cumplir con las exigencias por parte de la LFP.
La última gran remodelación del Estadio ha sido la llevada a cabo por el UCAM Murcia en 2016.

### Propiedad municipal
En 1992, coincidiendo con una de las crisis más graves del Real Murcia a lo largo de su Historia, el Ayuntamiento de Murcia decidió comprar el Estadio. La venta se hizo efectiva el 28 de septiembre de 1995 y le sirvió al club murciano para solucionar sus problemas económicos.
El Real Murcia siguió jugando en él hasta su traslado a Nueva Condomina. Antes de la desaparición del Ciudad de Murcia se apostó por mantenerlo para evitar rivalidades. Al ser ambos equipos de Murcia y jugar en dos Estadios Municipales, era la mejor manera de no favorecer a ninguno.
Se especuló con su posible derribo y venta de solares a cambio de la construcción de uno nuevo en las afueras de Murcia. A finales de 2007 se anunció que el Estadio sería derribado para sustituirlo por un centro deportivo de 22 000 metros cuadrados con zonas cubiertas y al aire libre. Si bien, el nuevo uso del Estadio a cargo del UCAM Murcia y la consiguiente remodelación parcial, hizo posible que el proyecto de derribo fuese cancelado.

### Cambio de nombre
En 2020, la empresa BeSoccer adquirió los derechos de denominación del estadio, que pasó a llamarse BeSoccer La Condomina.